# Anton Kehle
Anton „Toni“ Kehle (* 8. November 1947 in Füssen; † 24. September 1997 ebenda) war ein deutscher Eishockeytorwart. Er ist Mitglied der Hockey Hall of Fame Deutschlands.
Kehle spielte beim EV Füssen. Mit ihm wurde er 1965 (als dritter Tormann), 1968, 1969, 1971 und 1973 fünfmal Deutscher Meister. International wurde er in 115 Länderspielen als Torwart der deutschen Eishockeynationalmannschaft eingesetzt. Mit ihr nahm er an den Olympischen Spielen in Sapporo (1972) und Innsbruck (1976) teil. 1976 gewann er mit ihnen die olympische Bronzemedaille. Dafür erhielten er und die gesamte deutsche Eishockey-Olympiamannschaft das Silberne Lorbeerblatt.
Seine Laufbahn beendete Toni Kehle 1980, jedoch wurde er 1981 und auch 1982 reaktiviert.